# 蜂巢峰
69°1′S 39°35′E / 69.017°S 39.583°E
蜂巢峰（英語：Hachinosu Peak）是南極洲的山峰，位於毛德皇后地的哈拉爾王子海岸，海拔高度45米，是東翁古爾島的最高點，日本探險隊根據測量和空中照片繪入地圖。